# Der Flug in den Tod
Der Flug in den Tod è un film muto del 1921 diretto da Bruno Ziener.

## Produzione
Il film fu prodotto dalla Deutsch-Süd-Amerikanische Film GmbH (Deusa).

## Distribuzione
Distribuito dalla Deitz & Co. GmbH, il film fu presentato a Berlino il 23 luglio 1921.